# Maria Gracia Turgeon
Maria Gracia Turgeon é uma produtora cinematográfica canadense. Como reconhecimento, foi nomeada ao Óscar 2019 na categoria de Melhor Curta-metragem por Fauve (2018).